# Quanjiang (häradshuvudort i Kina, Jiangxi Sheng, lat 26,31, long 114,51)
Quanjiang (kinesiska: 泉江, 遂川县) är en häradshuvudort i Kina. Den ligger i provinsen Jiangxi, i den sydöstra delen av landet, omkring 300 kilometer sydväst om provinshuvudstaden Nanchang. Antalet invånare är 535 974. Befolkningen består av 256 429 kvinnor och 279 545 män. Barn under 15 år utgör 23,0 %, vuxna 15-64 år 69 %, och äldre över 65 år 7,0 %.
Runt Quanjiang är det tätbefolkat, med 369 invånare per kvadratkilometer. Det finns inga andra samhällen i närheten. I omgivningarna runt Quanjiang växer i huvudsak blandskog.
Genomsnittlig årsnederbörd är 1 900 millimeter. Den regnigaste månaden är maj, med i genomsnitt 288 mm nederbörd, och den torraste är oktober, med 29 mm nederbörd.